# Тишинська Евстахія
Евстахія Тишинська (1872 — 1944) — галицька громадська діячка та педагог. 

## Життєпис
З 1904 року була членкинею «Товариства пань під покровом Пречистої Діви Марії» («Марійська дружина пань»).
У 1920—1930-х pp. співзасновниця і перша голова Товариства домашніх помічниць і робітниць «Будучність» у Львові; діяльна в жіночій секції Католицької Акції (голова).
Критикувала фемінізм і радянську сімейну політику 

## Праці
- Євстахія Тишинська. «Історія жіночого руху. Пропам'ятна книга Першого з'їзду Марійських дружин інтелігентного жіноцтва з приводу 30-ліття існування Марійської дружини пань у Львові 1904–1934». – Львів, 1937. – С. 143–158.
- Євстахія Тишинська. «Роль жіночих організацій в католицькій акції». – Львів, 1931. – 25 c.
- Євстахія Тишинська. «Справа консолідації українського жіноцтва на терені „Союзу українок“». Католицька акція. – 1939. – Р. VI. – Ч. 2 (19). – С. 24–30.
- Євстахія Тишинська. «Участь жіночих організацій в Католицькій Акції». Католицька акція. – 1936. – Р. ІІІ. – Ч. 2 (7). – С. 13–15; Ч. 3–4 (8–9). – С. 29–34.